# Muara Basung
Muara Basung is een bestuurslaag in het regentschap Bengkalis van de provincie Riau, Indonesië. Muara Basung telt 7589 inwoners (volkstelling 2010).